# 오디션 트럭
《오디션 트럭》은 큐브TV에서 2016년에 방송된 오디션 프로그램이다. 진행자들이 트럭으로 전국을 돌며 숨겨진 고수를 찾아내는 오디션으로, 우승자는 상금 5억을 받는다. 진수경이 우승을 차지했다.